# 지네스트라델리스키아보니
지네스트라델리스키아보니(이탈리아어: Ginestra degli Schiavoni)는 이탈리아 캄파니아주 베네벤토도의 코무네다. 나폴리로부터 북동쪽 80km , 베네벤토 북동쪽 25km 거리에 있다.